# Telekamery
Telekamery – nagrody przyznawane przez czytelników magazynu „Tele Tydzień” za osiągnięcia telewizyjne. Pierwsza gala odbyła się w 1998 i podsumowywała rok 1997.
Zwycięzców w poszczególnych kategoriach wybierają telewidzowie, głosując za pośrednictwem kuponów drukowanych na łamach „Tele Tygodnia”, kartek dołączanych do kolejnych wydań magazynu, wiadomości SMS lub telefonicznie, później także przez stronę internetową plebiscytu. W jednej kategorii może wygrać tylko jeden nominowany. Po zdobyciu trzech Telekamer zwycięzca nie zdobywa kolejnej nominacji, lecz w następnym roku otrzymuje Złotą Telekamerę. Czasami przyznawane są również nagrody honorowe, takie jak Brylantowe Kolie czy Złote Spinki. Gościem specjalnym gal organizowanych od 1998 do 2009 była gwiazda zagraniczna, która otrzymywała nagrodę honorową.
Do 2009 oraz w latach 2015–2016 ceremonia była transmitowana w TVP2. W latach 2012–2014 i 2017–2019 gala Telekamer nie była pokazana w telewizji. W 2010, 2012–2014 i 2019 ceremonia transmitowana była w Internecie. W latach 2020-2023 gala rozdania nagród ponownie była transmitowana na żywo w telewizji, na antenie TV Puls.

## Gale Telekamery
| Edycja | Data                                                                  | Miejsce                   | Stacja                                       | Prowadzący                                            | Kategorie |
| ------ | --------------------------------------------------------------------- | ------------------------- | -------------------------------------------- | ----------------------------------------------------- | --------- |
| I      | 16 stycznia 1998                                                      | Hotel Marriott            | bd.                                          | Krzysztof Ibisz                                       | 6         |
| II     | 15 stycznia 1999 (Teatr Polski w Warszawie) 16 stycznia 1999 (Polsat) | Teatr Polski              | Polsat                                       | Magdalena Wójcik i Jacek Borkowski                    | 11        |
| III    | 11 stycznia 2000                                                      | Teatr Polski              | TVP2                                         | Renata Gabryjelska i Radosław Pazura                  | 10        |
| IV     | 15 stycznia 2001                                                      | Teatr Polski              | TVP2                                         | Edyta Olszówka i Piotr Szwedes                        | 10        |
| V      | 14 stycznia 2002                                                      | Teatr Polski              | TVP2                                         | Grażyna Torbicka i Cezary Pazura                      | 9         |
| VI     | 20 stycznia 2003                                                      | Teatr Polski              | TVP2                                         | Grażyna Torbicka i Robert Gonera                      | 8         |
| VII    | 16 stycznia 2004                                                      | Teatr Polski              | TVP2                                         | Grażyna Torbicka i Zygmunt Chajzer                    | 9         |
| VIII   | 24 stycznia 2005                                                      | Teatr Polski              | TVP2, TVP Polonia                            | Grażyna Torbicka i Artur Żmijewski                    | 8         |
| IX     | 23 stycznia 2006                                                      | Teatr Polski              | TVP2                                         | Grażyna Torbicka i Marcin Daniec                      | 9         |
| X      | 22 stycznia 2007                                                      | Teatr Polski              | TVP2                                         | Grażyna Torbicka i Cezary Pazura                      | 10        |
| XI     | 4 lutego 2008                                                         | Teatr Polski              | TVP2                                         | Grażyna Torbicka i Artur Żmijewski                    | 10        |
| XII    | 2 lutego 2009                                                         | Teatr Polski              | TVP2                                         | Grażyna Torbicka i Artur Żmijewski oraz Tomasz Kammel | 10        |
| XIII   | 25 stycznia 2010                                                      | Hotel Hilton              | Interia.tv                                   | Katarzyna Pakosińska i Robert Gonera                  | 16        |
| XIV    | 7 lutego 2011                                                         | Teatr Polski              | TVP2                                         | Grażyna Torbicka i Artur Żmijewski                    | 15        |
| XV     | 30 stycznia 2012                                                      | Pałac Sobańskich          | Wirtualna Polska, Interia.tv                 | Grażyna Torbicka i Artur Żmijewski                    | 15        |
| XVI    | 11 marca 2013                                                         | Sofitel Victoria Warszawa | Wirtualna Polska, Interia.tv                 | Grażyna Torbicka i Artur Żmijewski                    | 17        |
| XVII   | 3 lutego 2014                                                         | Sofitel Victoria Warszawa | Wirtualna Polska, Interia.tv                 | Katarzyna Madey i Maciej Brzozowski                   | 10        |
| XVIII  | 9 lutego 2015                                                         | DoubleTree by Hilton      | TVP2                                         | Grażyna Torbicka i Artur Żmijewski                    | 11        |
| XIX    | 22 lutego 2016                                                        | Teatr Polski              | TVP2                                         | Grażyna Torbicka i Artur Żmijewski                    | 11        |
| XX     | 30 stycznia 2017                                                      | Arkady Kubickiego         | Facebook                                     | Agnieszka Cegielska i Artur Orzech                    | 11        |
| XXI    | 12 lutego 2018                                                        | Arkady Kubickiego         | Facebook                                     | Agnieszka Cegielska i Artur Orzech                    | 11        |
| XXII   | 25 lutego 2019                                                        | Arkady Kubickiego         | Telekamery Online, YouTube, Wirtualna Polska | Agnieszka Cegielska i Artur Orzech                    | 11        |
| XXIII  | 3 lutego 2020                                                         | Teatr Polski              | TV Puls                                      | Katarzyna Cichopek i Maciej Kurzajewski               | 11        |
| XXIV   | 10 marca 2021                                                         | Teatr Polski              | TV Puls                                      | Katarzyna Zielińska i Kacper Kuszewski                | 11        |
| XXV    | 31 maja 2022                                                          | Teatr Polski              | TV Puls                                      | Katarzyna Zielińska i Kacper Kuszewski                | 12        |
| XXVI   | 25 maja 2023                                                          | Teatr Capitol             | TV Puls                                      | Katarzyna Zielińska i Kacper Kuszewski                | 9         |
| XXVII  | 21 października 2024                                                  | Muzeum Polin              | brak transmisji                              | Agnieszka Cegielska i Błażej Stencel                  | 9         |

## Gwiazdy zagraniczne
- 1998: Richard Chamberlain
- 1999: Alain Delon
- 2000: Gérard Depardieu
- 2001: Sophia Loren
- 2002: Jeremy Irons
- 2003: Catherine Deneuve
- 2004: Roger Moore
- 2005: Daryl Hannah
- 2006: Laura Dern
- 2007: Andie MacDowell
- 2008: Melanie Griffith
- 2009: Tom Jones

## Laureaci Złotej Telekamery
Laureaci Złotej Telekamery przyznawanej za zdobycie trzech Telekamer (rok po zdobyciu ostatniej) – zdobycie jej nie pozwala na dalsze nominacje do Telekamer.
| Rok  | Osoba/Tytuł                 | Nagrody        | Kategoria                                                                    |
| ---- | --------------------------- | -------------- | ---------------------------------------------------------------------------- |
| 2002 | Marcin Daniec               | 1999 2000 2001 | Rozrywka                                                                     |
| 2002 | Grażyna Torbicka            | 1999 2000 2001 | Prezenterzy                                                                  |
| 2002 | Elżbieta Jaworowicz         | 1999 2000 2001 | Publicystyka                                                                 |
| 2002 | Krystyna Czubówna           | 1998           | Dziennikarze                                                                 |
| 2002 | Krystyna Czubówna           | 1999 2000 2001 | Informacje                                                                   |
| 2004 | Na dobre i na złe           | 2001 2002 2003 | Serial                                                                       |
| 2004 | Artur Żmijewski             | 2001 2002 2003 | Aktor                                                                        |
| 2004 | Małgorzata Foremniak        | 2001 2002 2003 | Aktorka                                                                      |
| 2007 | M jak miłość                | 2004 2005 2006 | Serial Serial obyczajowy                                                     |
| 2007 | Ewa Drzyzga                 | 2004 2005 2006 | Publicystyka Talk Show Program społeczno-interwencyjny                       |
| 2008 | Kamil Durczok               | 2003           | Publicysta                                                                   |
| 2008 | Kamil Durczok               | 2002 2006 2007 | Informacje                                                                   |
| 2009 | Włodzimierz Szaranowicz     | 1999 2000 2008 | Dziennikarz Sportowy Komentator Sportowy                                     |
| 2009 | Robert Janowski             | 2000 2003 2008 | Teleturnieje i Gry Teleturniej i Rozrywka                                    |
| 2009 | Kryminalni                  | 2006 2007 2008 | Serial Fabularny Kryminalny Serial Kryminalny Serial Kryminalny i Sensacyjny |
| 2010 | Szymon Majewski             | 2006 2007 2009 | Rozrywka Osobowość w rozrywce                                                |
| 2012 | Maciej Kurzajewski          | 2009 2010 2011 | Komentator sportowy                                                          |
| 2012 | Barwy szczęścia             | 2009 2010 2011 | Serial Obyczajowy Oryginalny serial polski Serial codzienny                  |
| 2013 | Piotr Adamczyk              | 2006 2011 2012 | Aktor                                                                        |
| 2013 | TVN24                       | 2010 2011 2012 | Kanał informacyjny i biznesowy                                               |
| 2013 | Disney Channel              | 2010 2011 2012 | Kanał dziecięcy                                                              |
| 2013 | Jaka to melodia?            | 2010 2011 2012 | Teleturniej Program rozrywkowy                                               |
| 2014 | Krzysztof Ziemiec           | 2011 2012 2013 | Informacje                                                                   |
| 2014 | Magazyn Ekspresu Reporterów | 2011 2012 2013 | Publicystyka Magazyn interwencyjny Program interwencyjny                     |
| 2015 | Czas honoru                 | 2012 2013 2014 | Serial Serial tygodniowy                                                     |
| 2015 | Polsat Sport                | 2011 2012 2014 | Kanał sportowy                                                               |
| 2016 | Przemysław Babiarz          | 2013 2014 2015 | Komentator sportowy                                                          |
| 2016 | Agnieszka Chylińska         | 2011 2014 2015 | Muzyka Juror                                                                 |
| 2016 | Tadeusz Sznuk               | 2013 2014 2015 | Osobowość telewizyjna                                                        |
| 2016 | Agnieszka Cegielska         | 2013 2014 2015 | Prezenter pogody                                                             |
| 2016 | TV Puls                     | 2013 2014 2015 | Kanał lifestylowy                                                            |
| 2016 | HBO                         | 2010 2014 2015 | Kanał filmowy                                                                |
| 2017 | Ranczo                      | 2009 2015 2016 | Serial Serial komediowy                                                      |
| 2018 | Barbara Kurdej-Szatan       | 2015 2016 2017 | Aktorka                                                                      |
| 2018 | Michał Żebrowski            | 2015 2016 2017 | Aktor                                                                        |
| 2018 | Na sygnale                  | 2015 2016 2017 | Serial paradokumentalny Serial fabularno-dokumentalny                        |
| 2019 | Martyna Wojciechowska       | 2016 2017 2018 | Osobowość telewizyjna                                                        |
| 2019 | Anita Werner                | 2010 2017 2018 | Informacje i publicystyka Informacje                                         |
| 2019 | Dariusz Szpakowski          | 2016 2017 2018 | Komentator sportowy                                                          |
| 2020 | Ojciec Mateusz              | 2011 2017 2019 | Serial cotygodniowy Serial                                                   |
| 2021 | Mikołaj Roznerski           | 2018 2019 2020 | Aktor                                                                        |
| 2021 | Lombard. Życie pod zastaw   | 2018 2019 2020 | Serial fabularno-dokumentalny                                                |
| 2022 | Jerzy Mielewski             | 2019 2020 2021 | Komentator sportowy                                                          |
| 2025 | Twoja twarz brzmi znajomo   | 2018 2019 2024 | Program rozrywkowy Format rozrywkowy                                         |

## Laureaci nagród za całokształt
Brylantowe Kolie:
- 2003: Hanka Bielicka

Złote Spinki:
- 2004: Leon Niemczyk
- 2005: Jerzy Gruza
- 2006: Jerzy Hoffman
- 2007: Witold Pyrkosz

Specjalna nagroda programu TVP2:
- 2011: Ani Mru-Mru

Platynowa Telekamera:
- 2013: M jak miłość
- 2014: Andrzej Turski (pośmiertnie)
- 2015: Edyta Górniak (przyznana podczas 52. KFPP w Opolu)
- 2016: Doda (przyznana podczas 53. KFPP w Opolu)
- 2017: Teresa Lipowska
- 2018: Michał Bajor (przyznana podczas Polsat SuperHit Festiwal 2018)
- 2019: Paweł Domagała (przyznana podczas Polsat SuperHit Festiwal 2019)

## Kategorie
Nie zawsze wszystkie kategorie pojawiały się na gali. Czasami nosiły one inne nazwy. Poniższa lista przedstawia wszystkie nominacje w historii Telekamer wraz z innymi nazwami i latami rozdań:
- Aktor (od 1998)
- Aktorka (od 1998)
- Muzyka (2004–2011, 2015), Wokalistka (1998–1999)
- Informacje (1999–2009)
- Publicystyka (zawsze, w 1998 jako Dziennikarze, w 2010 jako Osobowość-informacje i publicystyka i Prezenter pogody, w 2012 i 2013 jako Prezenter informacji i Prezenter pogody, od 2014 jako Prezenter informacji i Prezenter pogody)
- Osobowość telewizyjna (od 2012)
- Talk show (1999–2001, 2005), Program Społeczno-Interwencyjny (2006), Magazyn interwencyjny (2012–2013)
- Rozrywka (1998–2002, 2004–2008)
  - Widowisko telewizyjne (2003)
  - Osobowość w rozrywce (2009), Osobowość telewizyjna (od 2012)
  - Program rozrywkowy (2009–2012, od 2014), Program rozrywkowy/Teleturniej (2013)
  - Juror (od 2012)
- Prezenterzy (1999–2001)
- Komentator sportowy (od 2008), Dziennikarz sportowy (1999–2000)
- Seriale (1998–2001), Serial (2002–2005, 2012, 2014–2021)
  - Serial komediowy (2001–2004, 2007–2009)
  - Serial kryminalny (2007), Serial kryminalny i sensacyjny (2008), Serial kryminalny dokumentalny i Serial kryminalny fabularny (2006)
  - Serial obyczajowy (2006–2009)
  - Serial polski oryginalny (2010)
  - Serial zagraniczny (2010)
  - Adaptacja serialu zagranicznego (2010)
  - Serial dzienny (2011, 2013, od 2023)
  - Serial tygodniowy (2011, 2013, od 2023)
  - Serial paradokumentalny (2014–2015), Serial fabularno-dokumentalny (od 2016)
- Teleturnieje i gry (1999–2001), Teleturniej (2003), Program rozrywkowy/Teleturniej (2013)
- Sukces roku (2002)
- Kabarety (2007)
- Kanał filmowy (2010–2013)
- Kanał sportowy (2010–2013)
- Kanał popularnonaukowy i kulturalny (2010–2013)
- Kanał informacyjny i biznesowy (2010–2013)
- Kanał dziecięcy (2010–2013)
- Kanał lifestylowy (2013)
- Telekamera Internautów (2011)
- Nadzieja telewizji (2016–2018)
- Nagroda magazynu Netfilm (od 2019)
- Człowiek roku (2021)
- Produkcja roku (2021)